# Skamander
Pour les articles homonymes, voir Scamandre (homonymie).
Skamander était un groupe de poètes expérimentaux polonais fondé en 1918 par Julian Tuwim, Antoni Słonimski, Jarosław Iwaszkiewicz, Kazimierz Wierzyński et Jan Lechoń.

## Histoire

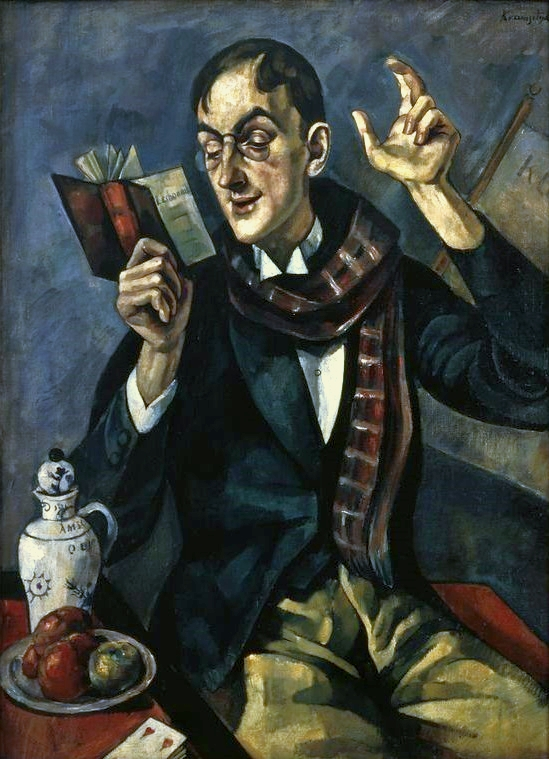
Jan Lechoń par Roman Kramsztyk.

D'abord sans nom, le groupe prit en 1919 le nom Skamander en référence à la rivière Scamandre.
Les poètes de ce groupe étaient fortement influencés par Leopold Staff et les néoromantiques. Le principal but était de casser les liens entre histoire et poésie et d'en finir avec la fonction nationaliste et patriotique de la poésie polonaise. Ils voulaient aussi utiliser la langue populaire en se servant de colloquialismes, de néologismes et de vulgarités. De manière plus générale, ils voulaient révéler la beauté de la vie de tous les jours et de toutes les formes de vie, dont la biologique.
Contrairement au mouvement Jeune Pologne, les membres de Skamander évitaient d'employer des figures et héros mythologiques, les remplaçant par des gens ordinaires.
Parmi les autres membres de Skamander, on peut citer Stanisław Baliński, Gabriel Michał Karski, Światopełk Karpiński, Jerzy Paczkowski, Karol Zawodziński et Wilam Horzyca.

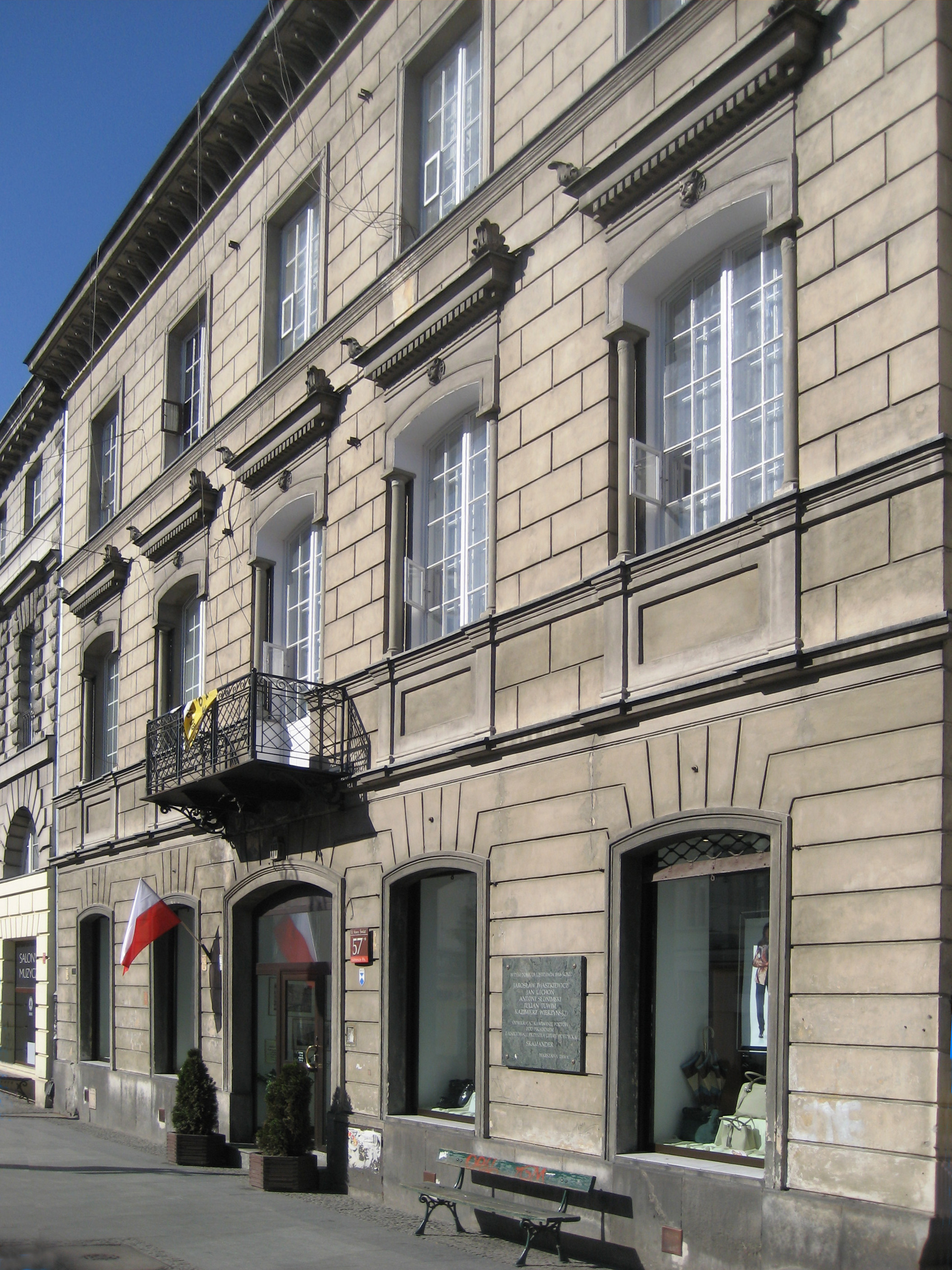
Dans cet immeuble de Varsovie, le 29 novembre 1918, 5 poètes ouvrirent le café Picador[2], initiant ce qui allait devenir le groupe Skamander.
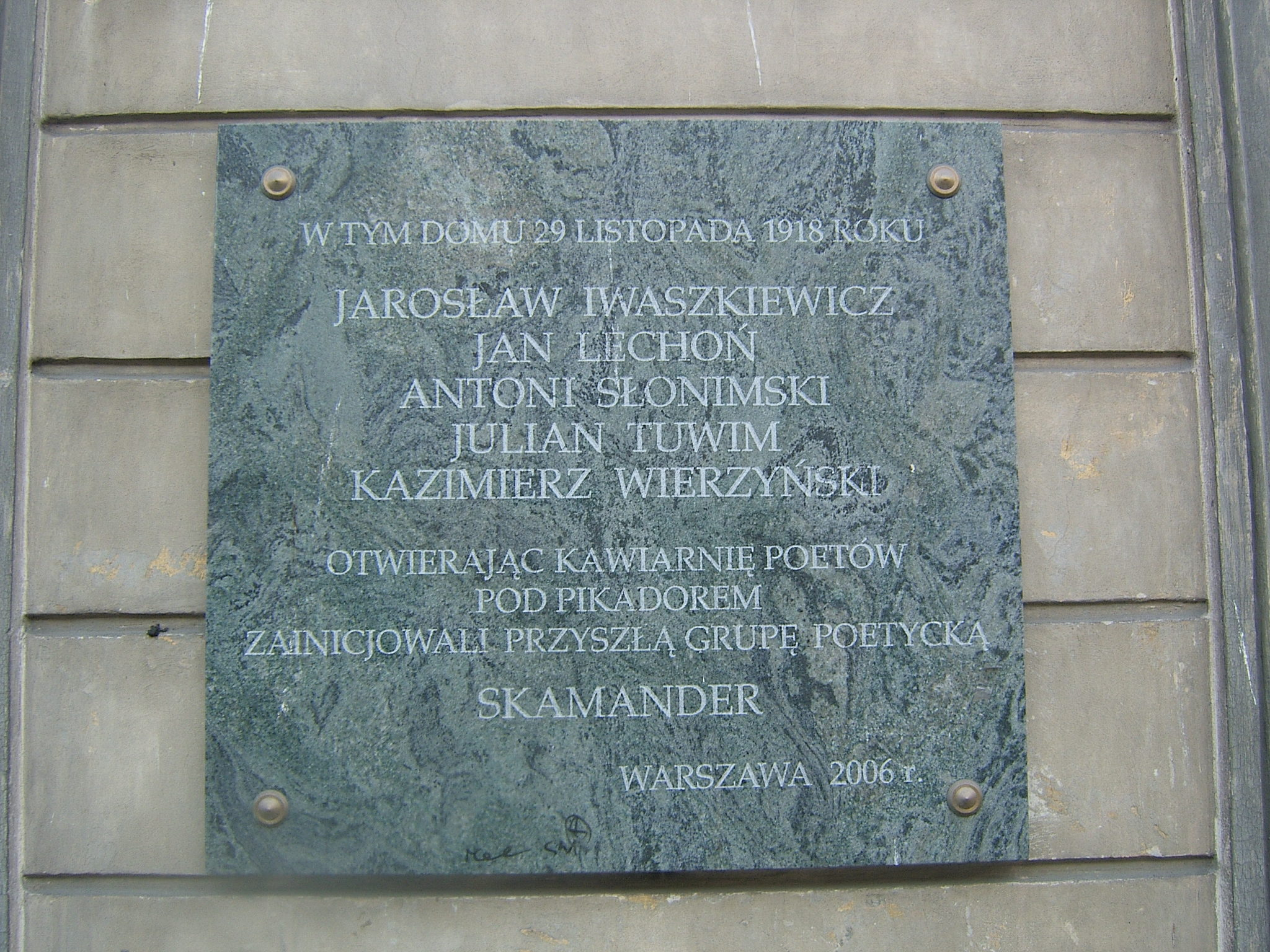
Plaque commémorative au 57 de la Ulica Nowy Świat.

## Source de la traduction
- (en) Cet article est partiellement ou en totalité issu de l’article de Wikipédia en anglais intitulé « Skamander » (voir la liste des auteurs).